# 대한민국 민법 제264조
대한민국 민법 제264조는 공유물의 처분, 변경에 대한 민법 물권법 조문이다.

## 조문
제264조(공유물의 처분, 변경)공유자는 다른 공유자의 동의없이 공유물을 처분하거나 변경하지 못한다.

第264條(共有物의 處分, 變更)共有者는 다른 共有者의 同意없이 共有物을 處分하거나 變更하지 못한다.

## 참고 문헌
- 오현수, 일본민법, 진원사, 2014. ISBN 978-89-6346-345-2
- 오세경, 대법전, 법전출판사, 2014 ISBN 978-89-262-1027-7
- 이준현, LOGOS 민법 조문판례집, 미래가치, 2015. ISBN 979-1-155-02086-9

## 같이 보기
- 공유